# Spiramycine
Spiramycine is een macrolide antibioticum (een macrocyclisch lacton). Het is een mengsel van 3 spiramycines, die worden afgescheiden door de schimmel Streptomyces ambofaciens. Het werd in 1952 ontdekt als excretieproduct van deze schimmel.
Spiramycine is sedert 1955 in de handel. De merknaam is Rovamycine.

## Werking
Het middel remt de eiwitsynthese van de bacterie. Het is een bacteriostatisch middel; in enkele gevallen ook bactericide.
Het antibacteriële spectrum bestaat uit Grampositieve kokken en staven, Gramnegatieve kokken, Legionella, Mycoplasma, Chlamydia, sommige vormen van spirocheten, Toxoplasma gondii en soorten uit het geslacht Cryptosporidium.

## Toepassing
Het middel is in sommige landen geregistreerd of geregistreerd geweest om luchtweginfecties te behandelen. Buiten deze geregistreerde indicatie wordt het wel toegepast bij toxoplasmose als alternatief voor de combinatie pyrimethamine met sulfadiazine. 
Het wordt nu nog hoofdzakelijk gebruikt om toxoplasmose in de zwangerschap te behandelen, een niet-geregistreerd gebruik. Het geneesmiddel is bovendien veilig bevonden in de zwangerschap.
Het Farmacotherapeutisch Kompas wil het gebruik van pyrimethamine met een sulfonamide liever vermijden tijdens zwangerschap, tenzij het absoluut noodzakelijk is. In dat geval wordt gelijktijdig folinezuur toegediend.

## Farmacokinetiek
Het middel heeft een grote affiniteit voor weefsels. Het wordt grotendeels uitgescheiden via de lever (gal).